# Alfred Gilbert
Alfred Gilbert (Londres, 12 de agosto de 1854 — Londres, 4 de novembro de 1934), foi um escultor inglês e ourives, famoso pela construção da fonte de Piccadilly Circus (1887-1892) em Londres, coroada pela figura de Eros.

## Vida

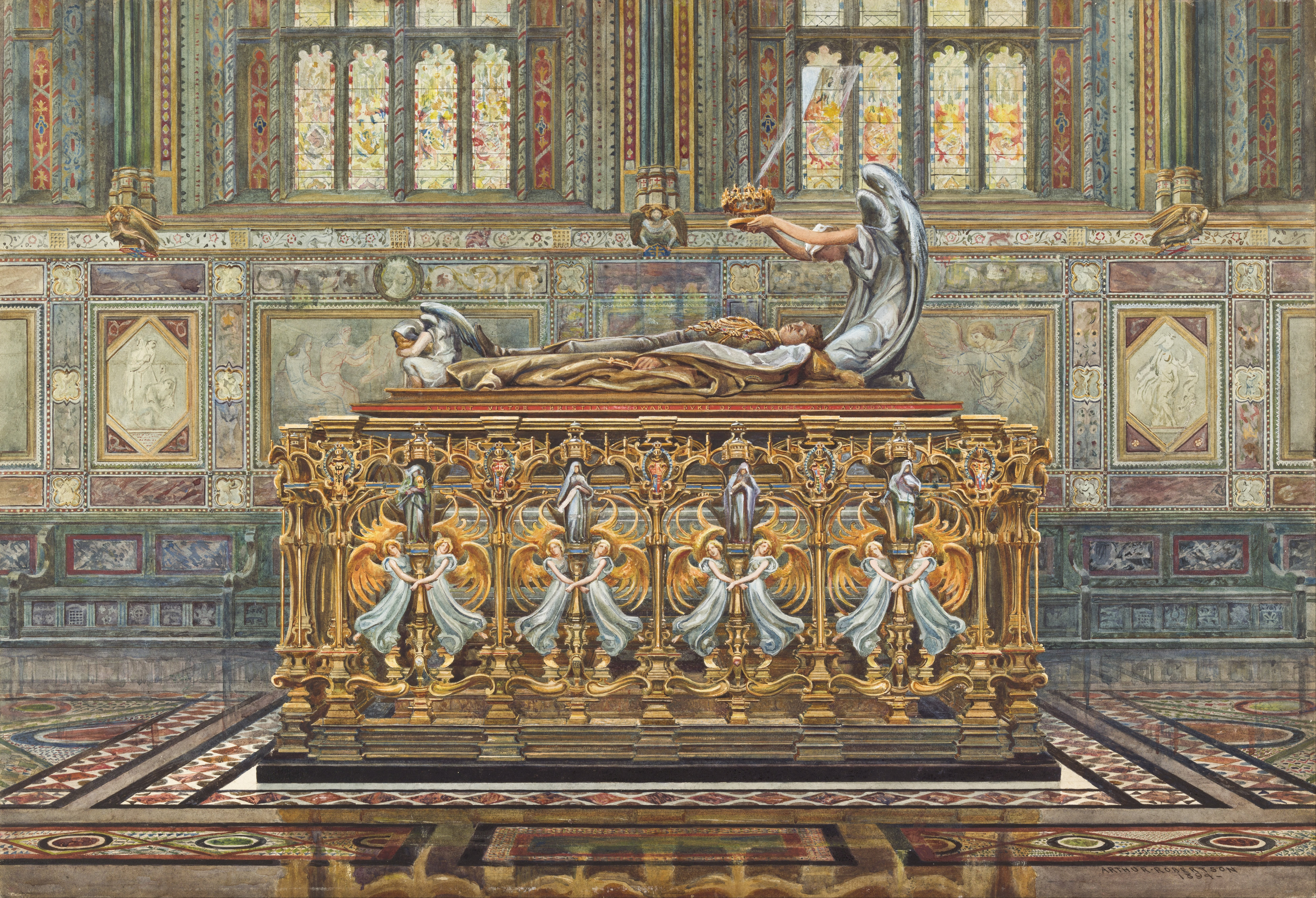
Desenho de Arthur Robertson dos planos de Alfred Gilbert para a tumba do Príncipe Albert Victor.

Ele nasceu em Londres e estudou escultura com Joseph Boehm, Matthew Noble, Édouard Lantéri e Pierre-Jules Cavelier. Seu primeiro trabalho de importância foi The Kiss of Victory, seguido pela trilogia de Perseus Arming, Icarus e Comedy and Tragedy. Seus anos mais criativos foram do final da década de 1880 a meados da década de 1890, quando ele criou obras célebres, como um memorial para o Jubileu de Ouro da Rainha Vitória e a Fonte do Memorial de Shaftesbury.

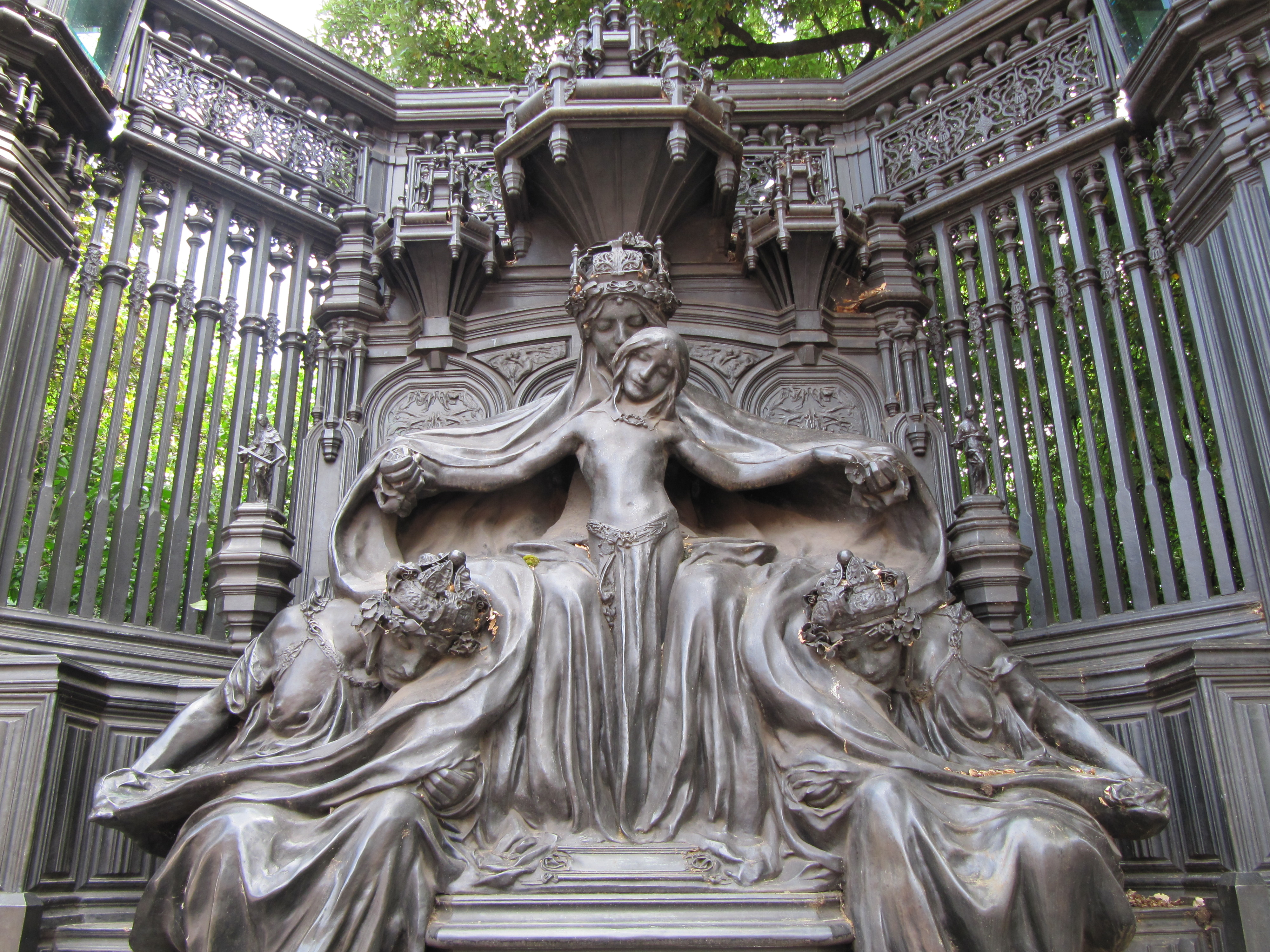
Memorial da Rainha Alexandra (detalhe). A donzela é apoiada por figuras que representam a Fé, a Esperança e a Caridade.

Além da escultura, Gilbert explorou outras técnicas, como ourivesaria e damasco. Ele pintou aquarelas e desenhou ilustrações de livros. Ele se tornou membro da Royal Academy of Arts em 1892, mas sua vida pessoal estava começando a se desestruturar, pois ele assumiu muitas encomendas e se endividou, enquanto ao mesmo tempo a saúde mental de sua esposa piorava. Gilbert recebeu uma encomenda real para o túmulo do Príncipe Albert Victor em 1892, mas não conseguiu terminá-lo e as reclamações de outros clientes insatisfeitos começaram a aumentar. Em meados de 1900, Gilbert foi forçado a declarar-se falido e a renunciar à Royal Academy. Ele se mudou para Bruges em desgraça e se separou de sua esposa. Mais tarde, ele se casou novamente, entrando em um período em que criava poucas obras de arte.
No entanto, na década de 1920 sua carreira foi reabilitada com a ajuda da jornalista Isabel McAllister. Ele voltou para a Inglaterra e finalmente completou o túmulo do Príncipe Albert Victor, bem como assumiu novas encomendas, como o Memorial da Rainha Alexandra. Em 1932, Gilbert foi readmitido como membro da Royal Academy e também foi nomeado cavaleiro. Ele morreu em 1934, aos 80 anos. Gilbert foi uma inspiração central para o movimento da Nova Escultura e no século XIX é considerado um dos principais escultores da era vitoriana.

## Galeria
- Mãe Ensinando Criança (1881)
- Ícaro (1882–84)
- A Cadeira Encantada (c. 1885)
- Moeda comemorativa de prata (1887)
- Comédia e tragédia (1891)
- Busto de Nina Cust (1894)
- Ilustração para " Seu Último Arco. O Serviço de Guerra de Sherlock Holmes " de Arthur Conan Doyle (1917)
- Ilustração para " A Aventura da Pedra de Mazarin " de Arthur Conan Doyle (1921)